# Macromeracis brasiliensis
Macromeracis brasiliensis är en tvåvingeart som först beskrevs av Lindner 1935.  Macromeracis brasiliensis ingår i släktet Macromeracis och familjen vapenflugor. Inga underarter finns listade i Catalogue of Life.